# Chiasmopes hystrix
Chiasmopes hystrix är en spindelart som först beskrevs av Lucien Berland 1922.  Chiasmopes hystrix ingår i släktet Chiasmopes och familjen vårdnätsspindlar.
Artens utbredningsområde är Etiopien. Inga underarter finns listade i Catalogue of Life.